# Un justicier dans la ville (série de films)
Pour les articles homonymes, voir Death Wish.
 Pour plus de détails, voir Fiche technique et Distribution
Un justicier dans la ville (Death Wish) est une saga cinématographique autour du personnage de Paul Kersey, incarné par Charles Bronson. L'intrigue est inspirée d'un roman de Brian Garfield publié en 1972. Cette saga est composée de 5 films et d'un remake :
- 1974 : Un justicier dans la ville (Death Wish) de Michael Winner ;
- 1982 : Un justicier dans la ville 2 (Death Wish 2) de Michael Winner ;
- 1985 : Le Justicier de New York (Death Wish 3) de Michael Winner ;
- 1987 : Le justicier braque les dealers (Death Wish 4: The Crackdown) de J. Lee Thompson ;
- 1994 : Le Justicier : L'Ultime Combat (Death Wish 5: The Face of Death) d'Allan A. Goldstein.

## Fiche technique
| Équipe technique                  | Un justicier dans la ville (1974) | Un justicier dans la ville 2 (1982) | Le Justicier de New York (1985) | Le justicier braque les dealers (1987) | Le Justicier : L'Ultime Combat (1994) |
| --------------------------------- | --------------------------------- | ----------------------------------- | ------------------------------- | -------------------------------------- | ------------------------------------- |
| Titre original                    | Death Wish                        | Death Wish II                       | Death Wish 3                    | Death Wish IV: The Crackdown           | Death Wish V: The Face of Death       |
| Réalisateurs                      | Michael Winner                    | Michael Winner                      | Michael Winner                  | J. Lee Thompson                        | Allan A. Goldstein                    |
| Scénaristes                       | Wendell Mayes                     | David Engelbach                     | Don Jakoby                      | Gail Morgan Hickman                    | Allan A. Goldstein                    |
| Scénaristes                       |                                   |                                     |                                 | Michael Colleary                       |                                       |
| Photographie                      | Arthur J. Ornitz                  | Thomas Del Ruth                     |                                 | Gideon Porath                          |                                       |
| Photographie                      |                                   | Richard H. Kline                    | John Stanier                    |                                        | Curtis Petersen                       |
| Montage                           | Bernard Gribble                   | Julian Semilian                     |                                 | Peter Lee-Thompson                     | Patrick Rand                          |
| Montage                           | Michael Winner                    |                                     |                                 |                                        |                                       |
| Musique                           | Herbie Hancock                    | Jimmy Page                          | Jimmy Page                      | John Bisharat                          | Terry Plumeri                         |
| Musique                           |                                   |                                     | Paul McCallum                   |                                        |                                       |
| Musique                           |                                   |                                     | Valentine McCallum              |                                        |                                       |
| Producteurs Producteurs exécutifs | Hal Landers                       | Hal Landers                         | Michael Winner                  | Pancho Kohner                          | Damian Lee                            |
| Producteurs Producteurs exécutifs | Bobby Roberts                     |                                     |                                 |                                        |                                       |
| Producteurs Producteurs exécutifs | Dino De Laurentiis (non crédité)  | Yoram Globus                        | Yoram Globus                    | Yoram Globus                           | Ami Artzi                             |
| Producteurs Producteurs exécutifs | Menahem Golan                     |                                     |                                 |                                        |                                       |
| Sociétés de production            | Dino De Laurentiis Company        | Cannon Group                        | Cannon Group                    | Cannon Group                           | 21st Century Film Corporation         |
| Sociétés de production            | Paramount Pictures                | City Films                          |                                 |                                        | Death Wish 5 Productions              |
| Sociétés de production            | Tom Ward Enterprises              | Golan-Globus Productions            | Golan-Globus Productions        |                                        |                                       |
| Sociétés de production            | Landers-Roberts Productions       |                                     |                                 |                                        |                                       |
| Dates de sortie États-Unis        | 24 juillet 1974                   | 20 février 1982                     | 1er novembre 1985               | 6 novembre 1987                        | 14 janvier 1994                       |
| Dates de sortie France            | 4 septembre 1974                  | 10 mars 1982                        | 5 mars 1986                     | 23 mars 1988                           | 23 août 2001 (en vidéo)               |

## Distribution
| Paul Kersey                       | Charles Bronson   | Charles Bronson    | Charles Bronson | Charles Bronson  | Charles Bronson  | Bruce Willis          |  |  |
| Frank Ochoa                       | Vincent Gardenia  | Vincent Gardenia   |                 |                  |                  | Vincent D'Onofrio     |  |  |
| Carol Kersey-Toby / Jordan Kersey | Kathleen Tolan    | Robin Sherwood     |                 |                  |                  | Camila Morrone        |  |  |
| Joanna / Lucy Kersey              | Hope Lange        |                    |                 |                  |                  | Elisabeth Shue        |  |  |
| Jackson Reilly / Lenore Jackson   | Christopher Guest |                    |                 |                  |                  | Kimberly Elise        |  |  |
| Freak #1 / Knox                   | Jeff Goldblum     |                    |                 |                  |                  | Beau Knapp            |  |  |
| Samuel "Sam" Kreutzer             | William Redfield  |                    |                 |                  |                  |                       |  |  |
| Jack Toby                         | Steven Keats      |                    |                 |                  |                  |                       |  |  |
| Ames Jainchill                    | Stuart Margolin   |                    |                 |                  |                  |                       |  |  |
| le commissaire                    | Stephen Elliott   |                    |                 |                  |                  |                       |  |  |
| Hank                              | Jack Wallace      |                    |                 |                  |                  |                       |  |  |
| Joe Charles                       | Robert Kya-Hill   |                    |                 |                  |                  |                       |  |  |
| Alma Lee Brown                    | Helen Martin      |                    |                 |                  |                  |                       |  |  |
| Geri Nichols                      |                   | Jill Ireland       |                 |                  |                  |                       |  |  |
| District Attorney à NY            |                   | J. D. Cannon       |                 |                  |                  |                       |  |  |
| le commissaire du LAPD            |                   | Anthony Franciosa  |                 |                  |                  |                       |  |  |
| Donald Kay                        |                   | Charles Cyphers    |                 |                  |                  |                       |  |  |
| Inspector Lt. Mankiewicz          |                   | Ben Frank          |                 |                  |                  |                       |  |  |
| Senator Robert McLean             |                   | Paul Comi          |                 |                  |                  |                       |  |  |
| Elliot Cass                       |                   | Michael Prince     |                 |                  |                  |                       |  |  |
| Charles Wilson Nirvana            |                   | Thomas F. Duffy    |                 |                  |                  |                       |  |  |
| Cutter                            |                   | Laurence Fishburne |                 |                  |                  |                       |  |  |
| Stomper                           |                   | Kevyn Major Howard |                 |                  |                  |                       |  |  |
| Jiver                             |                   | Stuart K. Robinson |                 |                  |                  |                       |  |  |
| Punkcut                           |                   | E. Lamont Johnson  |                 |                  |                  |                       |  |  |
| Rosario                           |                   | Silvana Gallardo   |                 |                  |                  |                       |  |  |
| Fred McKenzie                     |                   | Robert F. Lyons    |                 |                  |                  |                       |  |  |
| Juge Lake                         |                   | Frank Campanella   |                 |                  |                  |                       |  |  |
| Mike                              |                   | Don Dubbins        |                 |                  |                  |                       |  |  |
| Charles Pearce                    |                   | Buck Young         |                 |                  |                  |                       |  |  |
| Kathryn Davis                     |                   |                    | Deborah Raffin  |                  |                  |                       |  |  |
| le chef Richard Shriker           |                   |                    | Ed Lauter       |                  |                  |                       |  |  |
| Bennett Cross                     |                   |                    | Martin Balsam   |                  |                  |                       |  |  |
| Manny Fraker                      |                   |                    | Gavan O'Herlihy |                  |                  |                       |  |  |
| Hermosa                           |                   |                    | Alex Winter     |                  |                  |                       |  |  |
| Maria Rodriguez                   |                   |                    | Marina Sirtis   |                  |                  |                       |  |  |
| The Cuban                         |                   |                    | Ricco Ross      |                  |                  |                       |  |  |
| capitaine Sterns                  |                   |                    | Manning Redwood |                  |                  |                       |  |  |
| Karen Sheldon                     |                   |                    |                 | Kay Lenz         |                  |                       |  |  |
| Nathan White                      |                   |                    |                 | John P. Ryan     |                  |                       |  |  |
| Ed Zacharias                      |                   |                    |                 | Perry Lopez      |                  |                       |  |  |
| Reiner                            |                   |                    |                 | George Dickerson |                  |                       |  |  |
| Nozaki                            |                   |                    |                 | Soon-Tek Oh      |                  |                       |  |  |
| Erica Sheldon                     |                   |                    |                 | Dana Barron      |                  |                       |  |  |
| Art Sanella                       |                   |                    |                 | Danny Trejo      |                  |                       |  |  |
| Jesse                             |                   |                    |                 | Tim Russ         |                  |                       |  |  |
| Punk                              |                   |                    |                 | Mark Pellegrino  |                  |                       |  |  |
| Olivia Regent                     |                   |                    |                 |                  | Lesley-Anne Down |                       |  |  |
| Tommy O'Shea                      |                   |                    |                 |                  | Michael Parks    |                       |  |  |
| Freddie "Flakes" Garrity          |                   |                    |                 |                  | Robert Joy       |                       |  |  |
| D.A. Brian Hoyle                  |                   |                    |                 |                  | Saul Rubinek     |                       |  |  |
| Mickey King                       |                   |                    |                 |                  | Kenneth Welsh    |                       |  |  |
| Janice Omori                      |                   |                    |                 |                  | Lisa Inouye      |                       |  |  |
| Hector Vasquez                    |                   |                    |                 |                  | Miguel Sandoval  |                       |  |  |
| Chelsea                           |                   |                    |                 |                  | Erica Lancaster  |                       |  |  |
| Sal Paconi                        |                   |                    |                 |                  | Chuck Shamata    |                       |  |  |
| Chicki Paconi                     |                   |                    |                 |                  | Kevin Lund       |                       |  |  |
| Maxine                            |                   |                    |                 |                  | Claire Rankin    |                       |  |  |
| Kevin Raines                      |                   |                    |                 |                  |                  | Dean Norris           |  |  |
| Sophie                            |                   |                    |                 |                  |                  | Stephanie Janusauskas |  |  |
| "The Fish"                        |                   |                    |                 |                  |                  | Jack Kesy             |  |  |
| Joe                               |                   |                    |                 |                  |                  | Ronnie Gene Blevins   |  |  |
| Ben                               |                   |                    |                 |                  |                  | Len Cariou            |  |  |
| Bethany                           |                   |                    |                 |                  |                  | Kirby Bliss Blanton   |  |  |
| Dr Jill Klavens                   |                   |                    |                 |                  |                  | Wendy Crewson         |  |  |

## Remake
Un remake de et avec Sylvester Stallone a longtemps été envisagé mais n'a jamais vu le jour. En 2012, un projet est relancé cette fois-ci sous la direction de Joe Carnahan avec une sortie prévue pour 2013. En 2016, il est annoncé que ce sera finalement avec Bruce Willis, sous la direction d'Eli Roth. Death Wish est sorti en 2018.